# Givi Nodia
Givi Georgievich Nodiya ou Givi Nodia - respectivamente, em russo Гиви Георгиевич Нодия e, em georgiano, გივი ნოდია (Kutaisi, 2 de janeiro de 1948 – Tbilisi, 7 de abril de 2005) - foi um futebolista georgiano que atuava como atacante.

## Carreira
Viveu seus melhores dias no Dínamo Tbilisi, clube que defendeu entre 1967 e 1975. Por ele, foi artilheiro do campeonato soviético de 1970.
Nodia abandonou o futebol em 1978, quando jogava no Lokomotiv Moscou.

## Seleção
Nodia disputou duas Eurocopas e a Copa do Mundo de 1970, tendo ficado geralmente na reserva.  Ele entrou para a história como sendo o primeiro jogador a levar cartão amarelo em uma Copa do Mundo em um jogo entre URSS e México.